# Herbert Prohaska
Herbert Prohaska (8. srpen 1955, Vídeň) je bývalý rakouský fotbalista. Hrával na pozici záložníka.
Za rakouskou reprezentaci odehrál 83 utkání a vstřelil 10 branek. Hrál v jejím dresu na dvou světových šampionátech (1978, 1982).
S Austrií Vídeň se stal sedmkrát mistrem Rakouska (1976, 1978, 1979, 1980, 1984, 1985, 1986), získal čtyři rakouské poháry (1974, 1977, 1980, 1986). S AS Řím se stal mistrem Itálie (1983), s Interem Milán získal italský pohár (1982).
Třikrát se stal rakouským fotbalistou roku (1984, 1985, 1988). Roku 2003 ho Rakouská fotbalová asociace vybrala jako nejlepšího rakouského fotbalistu uplynulých 50 let a nominovala ho tak do elitní dvaapadesátky hráčů ("Golden Players") složené u příležitosti 50. výročí federace UEFA. V anketě Zlatý míč, která hledala nejlepšího fotbalistu Evropy, skončil roku 1980 sedmý.
Měl přezdívku Schneckerl.
Po skončení hráčské kariéry se stal trenérem. V letech 1993–1999 vedl rakouskou reprezentaci, a to i na mistrovství světa 1998.